# Song An, An Khê
Song An là một xã thuộc thị xã An Khê, tỉnh Gia Lai, Việt Nam.
Xã Song An có diện tích 44,52 km², dân số năm 2009 là 4.920 người, mật độ dân số đạt 111 người/km².